# 羅謝杜
19°57′10″S 54°53′34″W / 19.95278°S 54.89278°W

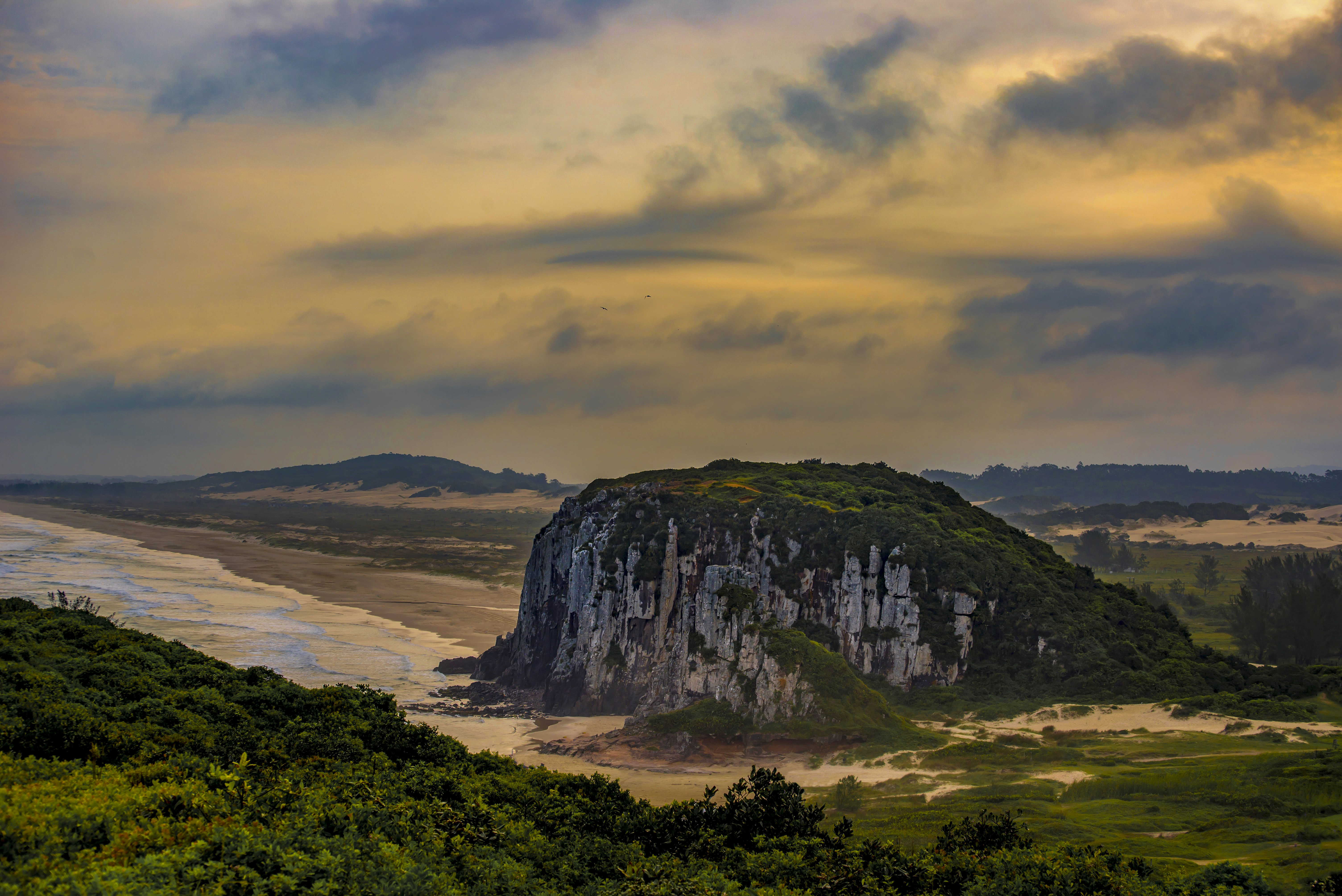
羅謝杜

羅謝杜（葡萄牙語：Rochedo），是巴西的城鎮，位於該國西部，由南馬托格羅索州負責管轄，始建於1948年11月23日，面積1,561平方公里，海拔高度260米，2010年人口4,928，人口密度每平方公里3.16人。